# Balle au tamis
Pour les articles homonymes, voir Jeu de balle.
La balle au tamis ou balle au tambour est un sport collectif, inscrit à l'Inventaire du patrimoine culturel immatériel en France, depuis 2012. Opposant deux équipes de 9 joueurs  sur un terrain appelé ballodrome, c'est un jeu de gagne-terrain comme la longue paume qui se joue en Picardie. 
Les équipes sont composées de: - deux « fort du jeu », un milieu de corde, deux « basses-volées » (ou joueurs de fond), deux « basses volées de 15 » et deux « cordiers ». 
Le « foncier » est celui qui sert depuis le fond du terrain.

## Le matériel
On utilise une petite balle d'argile revêtue de cuir. 
La spécificité de la balle au tamis est dans l'emploi de deux accessoires spécifiques :
- le tamis

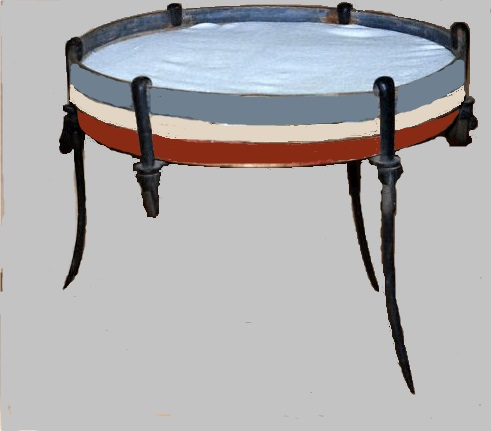
Tamis

C'est un cercle de fer , de 40 centimètres de diamètre, sur lequel est tendu une toile et supporté par 3 pieds à 20 centimètres du sol. Le tamis est situé à 7 mètres de la ligne de fond. Ce tamis sert uniquement pour la livrée (service) .

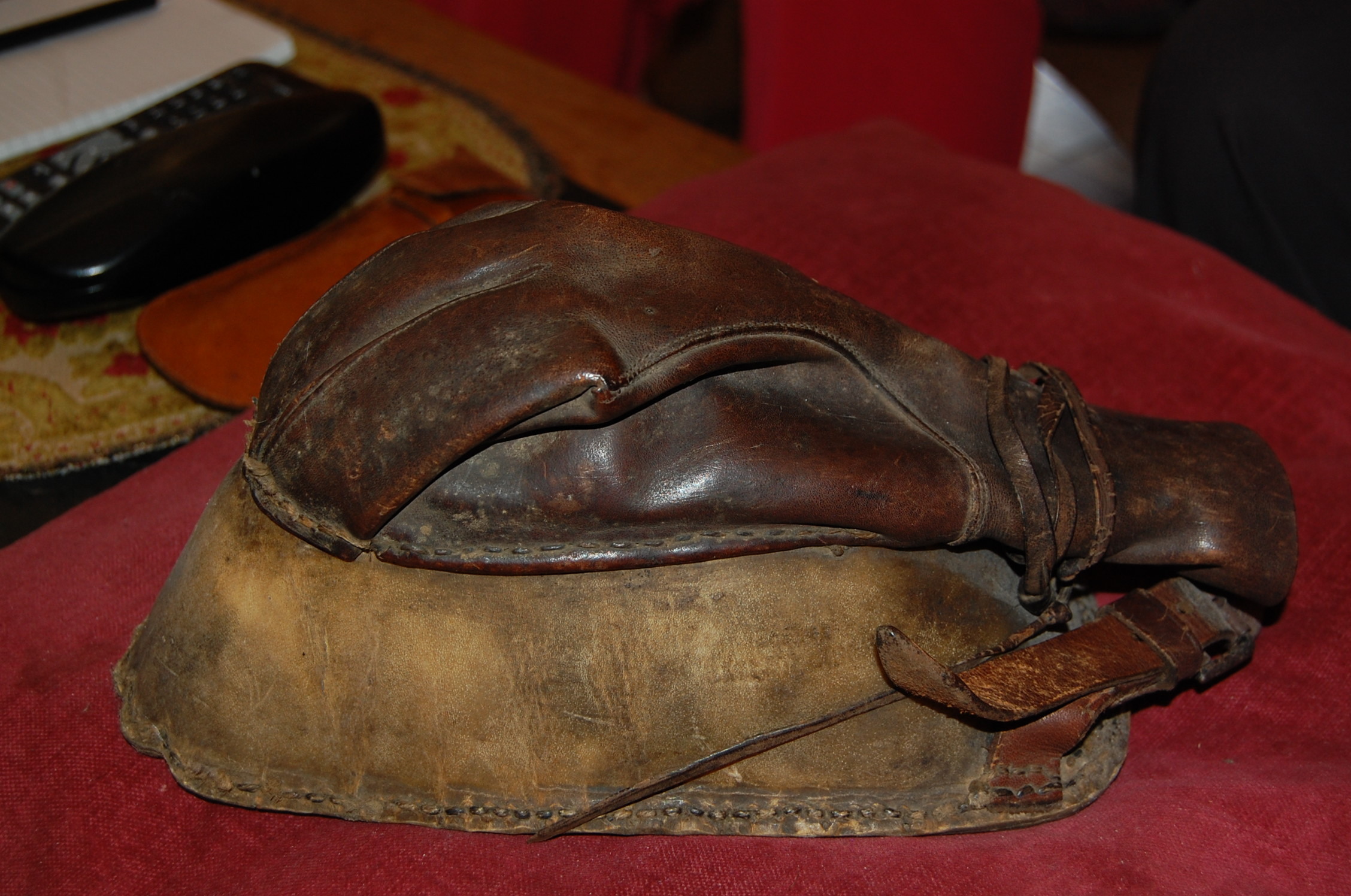
Gant de balle au tamis

- Le tambour

Le joueur tape la balle avec un tambour qui est une sorte de gant constitué d'une partie de bois bombé à l'extérieur et recouvert d'une peau.

## Le terrain
Les tambours bien tendus permettent de propulser la balle très loin et le ballodrome fait donc 94 mètres.

## Le jeu
Pour le service qui s'effectue à main nue, le livreur (foncier) fait rebondir la balle sur le tamis.
L'existence de 2 chasses de couleur différente (une rouge et une bleue) permet de marquer successivement l'endroit où la première équipe (chasse rouge) puis la seconde (chasse bleue) a fait mourir la balle et permet ainsi aux équipes de ne changer de terrain qu'une fois tous les 2 jeux.
Les parties sont jouées en 5, 6, ou 7 jeux. La manière de compter est celle du tennis actuel. Tous les jeux comportent des avantages (écart de deux quinze).  

## Variantes
1. La « petite balle au tamis » est un sport pratiqué en Belgique qui utilise aussi un tamis et des tambours.
2. La « demi-dure » (ou balle au Gant) consiste à servir sans l'utilisation du tamis et avec une balle plus grosse et plus lourde.